# 銀熊賞 (芸術貢献賞)
ベルリン国際映画祭における芸術貢献賞（Silberner Berliner Bär, Herausragende künstlerische Leistung）は、銀熊賞（Silberner Bär）の一部門であり、1956年から授与されている。

## 概要
1956年から2007年までは主に監督や俳優に与えられた。『8人の女たち』(カトリーヌ・ドヌーヴをはじめ8人)や『グッド・シェパード』(アレック・ボールドウィンをはじめ18人)のように、アンサンブルキャストに対して与えられることもある。
2008年からは趣旨が変更され、撮影、編集、音楽、衣装やセットデザインに対して授与される。2008年には『ゼア・ウィル・ビー・ブラッド』の音楽を制作したレディオヘッドのジョニー・グリーンウッドが受賞した。